# 에이지 오브 엠파이어 2: 디피니티브 에디션
《에이지 오브 엠파이어 2: 디피니티브 에디션》 또는 《에이지 오브 엠파이어 2: 결정판》은 《에이지 오브 엠파이어 2》 시리즈의 20주년 기념 4K 리마스터 게임으로, 포가튼 엠파이어스가 개발하여 엑스박스 게임 스튜디오가 2019년 11월 15일 발매하였다. 본작은 이전 시리즈를 4K 해상도 그래픽으로 리마스터 하였고, '마지막 칸(The Last Khans)'이라는 싱글 캠페인이 추가되었으며, 4개의 문명이 추가되었다. 이후 DLC로 〈서쪽의 군주들〉·〈군주들의 여명〉 등 추가 문명과 켐페인등이 추가되고 있다.

## 확장판과 갱신된 내역들

### 마지막 칸
에이지 오브 엠파이어 2: 에이지 오브 킹스와 정복의 시대 확장팩에 들어있는 기존 문명에 에이지 오브 엠파이어 2: 잊혀진 제국 이후 비공식 확장팩으로 추가된 문명은 기본 탑재되어 있고, 불가리아인, 쿠만인, 리투아니아인, 타타르인 등 4개 문명이 추가되었다. 또한 기존 문명들에 대한 여러 가지 밸런스 조정도 이루어졌다. 추가 캠페인으로는 이바일로의 일대기, 코티얀 칸의 일대기, 티무르의 일대기가 추가되었고 에이지 오브 엠파이어 2: 잊혀진 제국의 기존 캠페인 '엘 도라도'를 처음부터 아예 파차쿠티의 일대기로 개편하였다. 그리고 그동안 대중적으로 알려지지 않은 에이지 오브 엠파이어 2: 잊혀진 제국 이후부터 디피니티브 에디션 공개 전까지 발매한 비공식 확장팩의 캠페인 모두를 플레이할 수 있게 되었다.

### 서쪽의 군주들
2021년 1월 27일 공개되었다. 기존 문명에 부르고뉴와 시칠리아 2개 문명이 추가되었다. 추가 캠페인으로는 브리튼인 입장에서 플레이하는 에드워드 1세 캠페인, 부르고뉴 공국의 군주들의 여정을 다루는 〈서쪽의 대공들〉, 오트빌의 로베르를 중심으로 한 오트빌가의 일대기를 다룬 〈오트빌〉 캠페인 등 총 3개 캠페인 시나리오가 추가되었다.

### 군주들의 여명 (Dawn of Lords)
2021년 8월 11일 공개되었다. 기존 문명에 보헤미아와 폴란드가 추가되었다. 추가 캠페인으로는 리투아니아 대공국의 군주 알기르다스와 켕스투티스의 일대기, 폴란드의 야드비가 여왕의 일대기, 보헤미아의 후스 전쟁을 다룬 후스파 급진파의 지도자 얀 지슈카의 일대기 등 총 3개의 캠페인 시나리오가 추가되었다.

### 인도 왕조들 (Indian Dynasties)
2022년 4월 28일 공개되었다. 구르자라, 벵골, 드라비다가 새로운 문명으로 추가되었으며, 기존의 인도 문명은 '힌두스탄'으로 교체되었다. 무굴 제국의 초대 황제인 바부르, 촐라 제국의 초대 황제 라젠드라 1세, 그리고 팔라 제국의 데바팔라의 이야기를 다루는 캠페인이 추가되었다.

### 로마의 귀환 (Return of Rome)
2023년 5월 16일 공개되었다. 이전 시리즈인 에이지 오브 엠파이어가 이식되었다. 이식판의 추가 문명으로는 락 비엣이 있다. 이식판 캠페인(로마제국의 트라야누스, 에페이로스 왕국의 피로스, 아카드의 사르곤)이 추가되었고 이후 추가 갱신에 따라 1편에 있던 기존 캠페인도 추가로 이식되었다. 본편 문명으로는 로마가 새로이 추가되었지만 관련 캠페인은 추가되지 않았다. 로마가 새로이 추가됨으로써 로마와 관련된 문명들(비잔티움족, 고트족, 훈족)은 '대포 갤리온'을 대신하는 '드로몬(dromon)'을 얻게 되었다.

### 산악의 왕족들 (Mountain Royals)
2023년 10월 30일 공개되었다. 아르메니아인, 조지아인이 기존 문명에 추가되었다. 페르시아는 기병 유닛과 특수 기술, 특성이 변경되었고 새로운 건물이 추가되었다. 킬리키아 아르메니아 왕국의 도로스 2세의 이야기, 조지아 왕국의 타마르 여왕의 이야기, 사파비 제국의 이스마일 1세의 이야기를 다룬다.

### 승자와 패자 (Victors and Vanquished)
2024년 3월 15일 공개되었다. 기존의 확장팩과는 달리 15개의 시나리오만이 추가되었다. 역사적인 전투와 함께 캠페인 탭이 따로 분리되었다. '에이지 오브 킹스'의 문명들과 '잊혀진 왕국들'의 슬라브 문명의 시나리오를 다룬다. 스커미시와 멀티플레이 및 지도 편집기 설정 시 '터무니 없는'이라는 맵 크기가 새로 추가되었으며, 이와 함께 맵 크기별 명칭 뒤에 크기 치수까지 출력되는 것으로 바뀌었다. AI의 탈것 탑승도 개선되어서, 1개 부대 주변에 여러 대의 탈것이 있다면 일일히 눌러서 태우는 것이 한 번에 탈것 여러 대로 탑승이 가능하게 하였다. 이후 4월 말 찾아 온 후속 업데이트를 통해 에이지 오브 엠파이어 4처럼 마을회관이나 제분소에 커서를 가져다 두고 시프트 키를 누른 채 농장을 설치 시 순차 방향으로 건설이 가능하도록 바뀌었으며, 경기병 계열 유닛은 처음 주어지는 유닛 이외에 기병양성소에서 양성된 유닛에게도 자동 정찰 기능을 사용 가능하도록 해주어 정찰이 끊기지 않도록 바뀌었다.

## 평가
| 평가                                                                                            |        |
| ----------------------------------------------------------------------------------------------- | ------ |
| 통합 점수 통합사 점수 메타크리틱 83/100 [ 5 ] 평론 점수 평론사 점수 PC 게이머 (UK) 78/100 [ 6 ] |        |
| 통합 점수                                                                                       |        |
| 통합사                                                                                          | 점수   |
| 메타크리틱                                                                                      | 83/100 |
| 평론 점수                                                                                       |        |
| 평론사                                                                                          | 점수   |
| PC 게이머 (UK)                                                                                  | 78/100 |